# Donji Humac
Donji Humac ist eine der ältesten Siedlungen auf der Kroatischen Insel Brač. Die Siedlung liegt auf einem Hügel im Inselinneren, weithin bemerkbar durch seinen barocken Kirchturm. Die nahegelegene Kopačina Höhle war schon vor über 13.200 Jahren besiedelt. In der Volkszählung von 2011 hatte Donji Humac 157 Einwohner – weit unter seiner größten Ausdehnung zum Anfang des 20. Jahrhunderts, als der Ort über 500 Einwohner hatte, die in mehreren Emigrationswellen Donji Humac verließen.